# Isostigma scorzoneraefolium
Isostigma scorzoneraefolium là một loài thực vật có hoa trong họ Cúc. Loài này được Sherff mô tả khoa học đầu tiên năm 1926.